# Niketas (Sohn des Artabasdos)
Niketas, mittelgriechisch Νικήτας (* um 701; † nach 742/743 in Konstantinopel?) war der älteste Sohn des byzantinischen Gegenkaisers Artabasdos (741/42–743).

## Leben
Niketas wurde nach der erfolgreichen Usurpation seines Vaters gegen Konstantin V. im Gegensatz zu seinem jüngeren Bruder Nikephoros offenbar nicht in den Rang eines Mitkaisers (Basileus) erhoben, sondern von seinem Vater zum Monostrategos ernannt und/oder als Strategos mit dem Oberkommando der Truppen des Themas Armeniakon beauftragt.
In August 742 oder 743 unterlag Niketas bei Modrine den Truppen Konstantins V., doch gelang es ihm, seine geschlagene Armee neu zu formieren und Konstantin bis Chrysopolis zu verfolgen. Er wurde in einer weiteren Schlacht bei Nikomedia erneut besiegt und gefangen genommen. Nach dem 2. November 743, dem Tag der Rückeroberung Konstantinopels, ließ Konstantin V. Niketas zusammen mit Artabasdos und Nikephoros blenden, im Hippodrom vorführen und, laut der legendarisch ausgeschmückten Vita des Michael Synkellos, mit der ganzen Familie ins Chora-Kloster sperren, wo er auch gestorben und begraben worden sein soll.